# Marshall Herskovitz

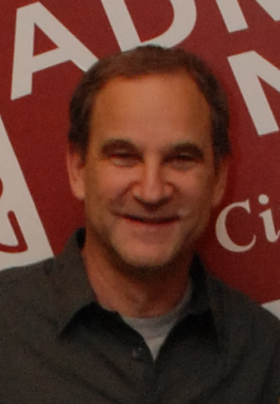
Marshall Herskovitz

Marshall Herskovitz (* 23. Februar 1952 in Philadelphia, Pennsylvania) ist ein US-amerikanischer Filmproduzent, Drehbuchautor und Regisseur.

## Leben
Herskovitz absolvierte ein Studium an der Brandeis University und wechselte dann zum American Film Institute. Hier traf er 1975 auf Edward Zwick. Seither verbindet die beiden eine bis heute andauernde Partnerschaft. So entwickelten die beiden u. a. die Fernsehserien Die besten Jahre (1987–1991) und Noch mal mit Gefühl (1999–2002). Außerdem arbeiteten die beiden bei zahlreichen Filmprojekten zusammen. 1985 gründeten sie die mit The Bedford Falls Company eine eigene Produktionsfirma. Ihre erste Kooperation war der Fernsehfilm Special Bulletin aus dem Jahr 1983, für den die beiden auch einen Emmy gewannen.
Herskovitz gab mit der Inszenierung zweier Folgen der Serie Eine amerikanische Familie in den Jahren 1979/1980 sein Debüt als Regisseur. An dieser Serie war er auch Produzent und Drehbuchautor beteiligt. 1993 folgte mit Mein Vater – Mein Freund sein erster Spielfilm. Weitere Regiearbeiten folgten, vor allem für verschiedene Fernsehprojekte.
2001 war er gemeinsam mit Laura Bickford und Edward Zwick für Traffic – Macht des Kartells für den Oscar in der Kategorie Bester Film nominiert. 2006 zeichnet ihn das American Film Institute mit dem Franklin J. Schaffner Award aus. 1983, 1988 sowie 2001 wurde er jeweils mit einem Humanitas-Preis ausgezeichnet. Auch konnte er mehrere Emmys gewinnen.
Herskovitz ist Vater zweier Kinder.

## Filmografie (Auswahl)
Produzent
- 1987–1991: Die besten Jahre (Thirtysomething, Fernsehserie)
- 1994: Legenden der Leidenschaft (Legends of the Fall)
- 1999–2002: Noch mal mit Gefühl (Once and Again, Fernsehserie)
- 2000: Traffic – Macht des Kartells (Traffic)
- 2001: Ich bin Sam (I am Sam)
- 2003: Last Samurai (The Last Samurai)
- 2006: Blood Diamond
- 2010: Love and other Drugs – Nebenwirkung inklusive (Love and Other Drugs)
- 2016–2018: Nashville (Fernsehserie)
- 2017: Die Frau, die vorausgeht (Woman Walks Ahead)

Regisseur
- 1993: Mein Vater – Mein Freund (Jack the Bear)
- 1994: Willkommen im Leben (My So-Called Life, Fernsehserie, eine Folge)
- 1998: Gefährliche Schönheit – Die Kurtisane von Venedig (Dangerous Beauty)

Drehbuchautor
- 1977–1979: Eine amerikanische Familie (Family, Fernsehserie, 4 Folgen)
- 1990: Dem Tod ganz nah (Extreme Close-Up)
- 2003: Last Samurai (The Last Samurai)
- 2010: Love and other Drugs – Nebenwirkung inklusive (Love & Other Drugs)
- 2016: Jack Reacher: Kein Weg zurück (Jack Reacher: Never Go Back)
- 2017: American Assassin